# ويليام ريتشاردز
ويليام ريتشاردز (بالإنجليزية: William Richards) (18 ديسمبر 1991 في المملكة المتحدة - ) هو لاعب كرة قدم بريطاني في مركز الوسط. لعب مع شروزبري تاون وMarket Drayton Town F.C. ‏ وتيلفورد يونايتد وSolihull Moors F.C. ‏ ونادي ستوربريدج وEvesham United F.C. ‏ وRedditch United F.C. ‏.

## وصلات خارجية
- ويليام ريتشاردز على موقع قاعدة بيانات كرة القدم.إي يو (الإنجليزية)
- ويليام ريتشاردز على موقع Soccerbase.com (لاعب) (الإنجليزية)